# Посткласична історія
У всесвітній історії посткласична історія відноситься до періоду орієнтовно з 500 до 1500 р.р. н. е., що приблизно відповідає європейському середньовіччю. Цей період характеризується географічним розширенням цивілізацій і розвитком торгівлі між ними. Цей період також називають середньовічною епохою, пост-античною епохою або домодерною епохою.
В Азії в результаті поширення ісламу було створено низку халіфатів і започатковано ісламський золотий вік, що призвело до прогресу науки в середньовічному ісламському світі та торгівлі між азійським, африканським і європейським континентами. В Східній Азії повністю була встановлена влада імперського Китаю, який заснував кілька процвітаючих династій, що впливали на Корею, В'єтнам та Японію. У регіоні поширилися такі релігії, як буддизм і неоконфуціанство. Порох був розроблений у Китаї в посткласичну епоху. Монгольська імперія з'єднала Європу та Азію, створивши безпечну торгівлю та стабільність між двома регіонами. Загалом населення світу подвоїлося за цей період з приблизно 210 мільйонів у 500 р.н. е. до 461 мільйона в 1500 р.н. е.. Населення загалом неухильно зростало протягом усього періоду, але зазнало деяких випадкових спадів через деякі події, зокрема чуму Юстиніана, монгольські вторгнення та Чорну смерть.

## Історіографія

### Термінологія та періодизація

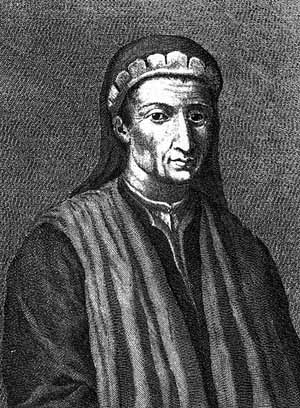
Леонардо Бруні, історик епохи Відродження, який допоміг розробити концепцію «Середньовіччя»

Посткласична історія — це періодизація, яку використовують історики, які застосовують всесвітній підхід до історії, зокрема напрямок, розроблений наприкінці XX та на початку XXI століть. За межами світової історії цей термін також іноді використовується, щоб уникнути помилкових упереджень щодо термінів «Середньовіччя», «Середньовічний» та «Темні віки» (див. Медієвалізм), хоча застосування терміна «посткласичний» у глобальному масштабі також є проблематичним, і також може бути євроцентричним. В академічних публікаціях іноді синонімічно використовуються терміни «посткласичний» і «пізня античність» для опису історії Західної Євразії між 250 і 800 р.р. н. е..
Посткласичний період приблизно відповідає періоду з 500 р.н. е. до 1450 р.н. е.. Початкова та кінцева дати можуть відрізнятися залежно від регіону, при цьому період починається в кінці попереднього класичного періоду: династія Хан (закінчується в 220 р.н. е.), Західна Римська імперія (у 476 р.н. е.), імперія Гуптів (у 543 р.н. е.) і Сасанідська імперія (у 651 р.н. е.).
Посткласичний період є одним із п'яти чи шести основних періодів, які використовують світові історики:
1. рання цивілізація,
2. класичні суспільства,
3. посткласичний період
4. ранній модерн,
5. довге XIX століття, і
6. нова історія[3]. (іноді поєднують дев'ятнадцяте століття і сучасність[3].)

Хоча «посткласичний» є синонімом середньовіччя Західної Європи, термін «посткласичний» не обов'язково належить традиційної тристоронньої періодизації західноєвропейської історії на класичну, середню та сучасну.

### Підходи
Історичний розділ всесвітньої історії, який розглядає спільні теми, що виникають у багатьох культурах і регіонах, набув значного розвитку з 1980-х років. Однак дослідження всесвітньої історії, як правило, зосереджувалися на ранньомодерній глобалізації (починаючи приблизно з 1500 р.) і подальших подіях, і розглядали посткласичну історію як в основному пов'язану з Афро-Євразією. Історики визнають труднощі створення періодизації та визначення спільних тем, які охоплюють не лише цей регіон, а й, наприклад, Америку, оскільки вони мало контактували з Афро-Євразією до Колумбового обміну. Таким чином, нещодавні дослідження підкреслюють, що «період глобальної історії між 500 і 1500 роками все ще потребує дослідження» і що «історики тільки почали вивчати глобальну історію Середньовіччя».
Для багатьох регіонів світу історія добре вивчена. Хоча в дев'ятнадцятому столітті медієвістика в Європі, як правило, зосереджувалася на створенні історії окремих національних держав, більшість досліджень двадцятого століття успішно зосереджувалися на створенні інтегрованої історії середньовічної Європи. Ісламський світ також має багату регіональну історіографію, починаючи з Ібн Халдуна (чотирнадцяте століття), продовжуючи Маршаллом Годжсоном (двадцяте століття) і далі. Відповідно, дослідження мережі комерційних центрів, які дозволяли товарам та ідеям рухатися між Китаєм на сході та атлантичними островами на Заході — що можна назвати архаїчною глобалізацію— є досить просунутими; одним із ключових істориків у цій галузі є Джанет Абу-Лугод. Розуміння того, як здійснювалися комунікації в Африці на південь від Сахари чи в Америці, навпаки, набагато більш обмежене.

Таким чином, у новітньому підході до написання історії розпочато дослідження можливості написання історії, що охоплює Старий Світ, де людська діяльність була досить взаємопов'язана, і встановлює його зв'язок з іншими культурними сферами, такими як Америка та Океанія. За оцінкою Джеймса Беліча, Джона Дарвіна, Маргрет Френц і Кріса Вікхема,
Глобальна історія може бути безмежною, але глобальні історики — ні. Глобальна історія не може означати історію всього, скрізь і завжди. […] Три підходи […] здаються нам справді перспективними. Один з них — це глобальна історія як дослідження важливих історичних проблем у часі, просторі та спеціалізації. Іноді це можна охарактеризувати як «порівняльну» історію. […] Іншим є зв'язність, у тому числі транснаціональні відносини. […] Третій підхід — дослідження глобалізації […]. Глобалізація — це термін, який потрібно розглядати незалежно від сьогодення та мати можливість застосувати для минулого. Визначати його як такий, що завжди охоплював всю планету, означає помилково прийняти поточний стан речей за дуже давній процес.
Багато коментаторів вказали на вивчення історії земного клімату як на корисний підхід до дослідження Всесвітньої історії в середні віки, зазначивши, що певні кліматичні події мали вплив на всі людські популяції.

## Світові тенденції
Посткласична епоха містила в собі кілька спільних подій або напрямків. Мала місце експансія та ріст цивілізації на нові географічні території; піднесення та/або поширення трьох основних світових або місіонерських релігій; і період швидкого розширення торгівлі та торгових зв'язків. У той час як схоластичний акцент залишається на Євразії, зростають зусилля, щоб вивчити вплив цих глобальних тенденцій на інші регіони. Описуючи географічні зони, історики виділяють три великі самостійні світові регіони: Афро-Євразію, Америку та Океанію.

### Зростання цивілізації

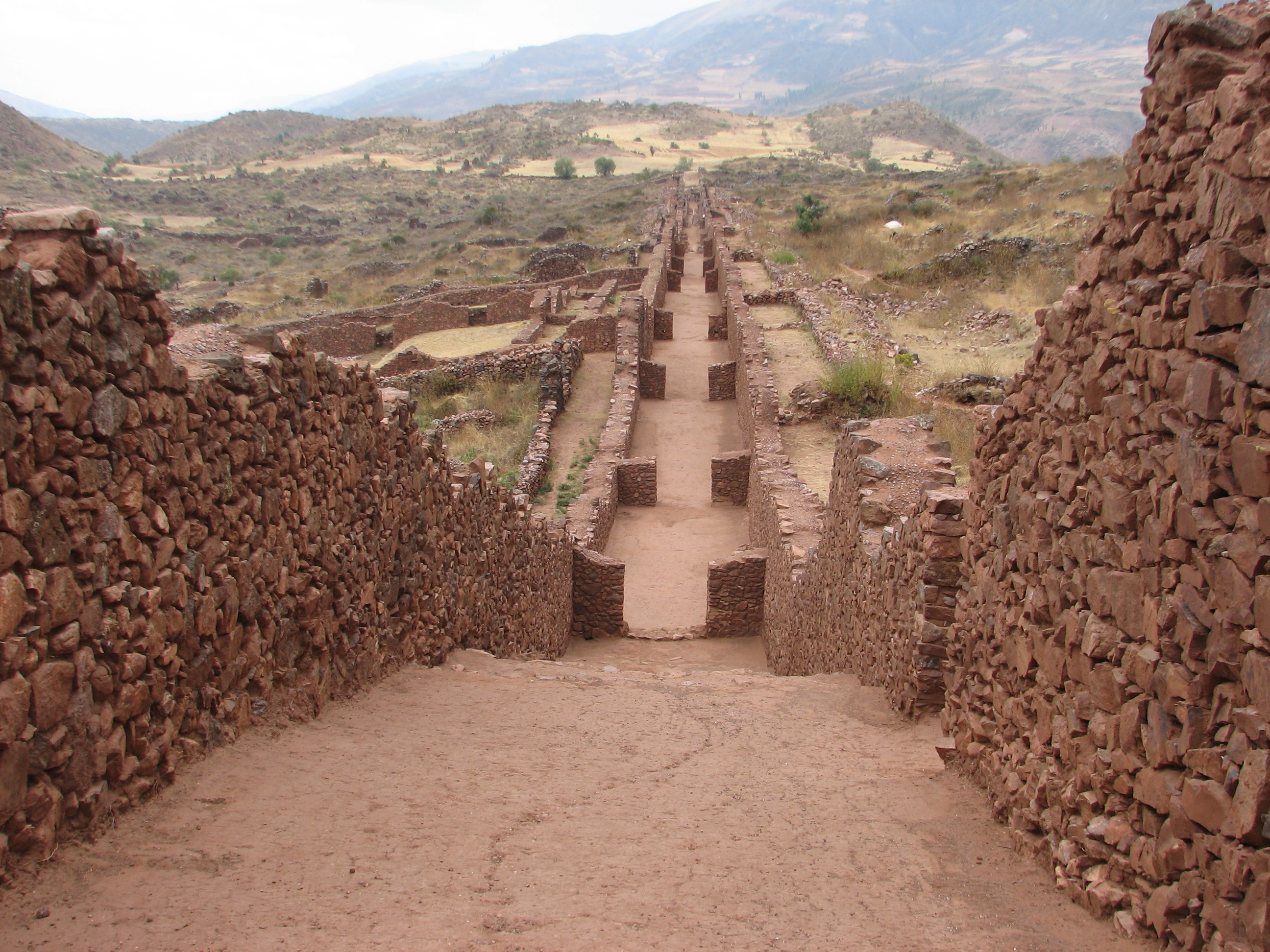
була адміністративним міським центром, південноамериканської Андської цивілізації, яка процвітала з 5 по 8 століття.

Спочатку було розширення та зростання цивілізації на нових географічних територіях в Азії, Африці, Європі, Мезоамериці та західній частині Південної Америки. Однак, як зазначив світовий історик Пітер Стернс, у посткласичний період не було спільних глобальних політичних тенденцій, скоріше це був період слабо організованих держав та інших форм розвитку, але спільних політичних моделей не виникло. В Азії, Китай продовжив свій історичний династичний цикл і набув більш складних форм, покращивши свою бюрократію. Створення ісламських імперій встановило нову владу на Близькому Сході, у Північній Африці та Центральній Азії. На заході Африці були створені королівства Сонхай і Малі. Падіння римської цивілізації не лише створило вакуум влади для Середземномор'я та Європи, але й змусило певні території будувати те, що деякі історики могли б назвати цілком новими цивілізаціями. У Західній Європі застосовувалася зовсім інша політична система (а саме феодалізм), а також інше суспільство (а саме маноріалізм). Але в одному випадку Східна Римська імперія, Візантія, зберегла багато рис старого Риму, а також схожість на Грецію та Персію. Київська Русь, а згодом Росія також почали розвиток в Східній Європі. Якщо розлядати ізольовану Америку, в Мезоамериці виникла імперія ацтеків, тоді як в Андському регіоні Південної Америки спочатку була заснована імперія варі, а пізніше імперія інків. В Океанії предки сучасних полінезійців заснували сільськи громади до 6 століття, відбувалось поступове ускладнення громад. У XIII столітті були засновані складні держави, найбільш помітною була імперія Туї Тонга, яка збирала данину з багатьох ланцюгів островів у великому регіоні.

### Поширення універсальних релігій

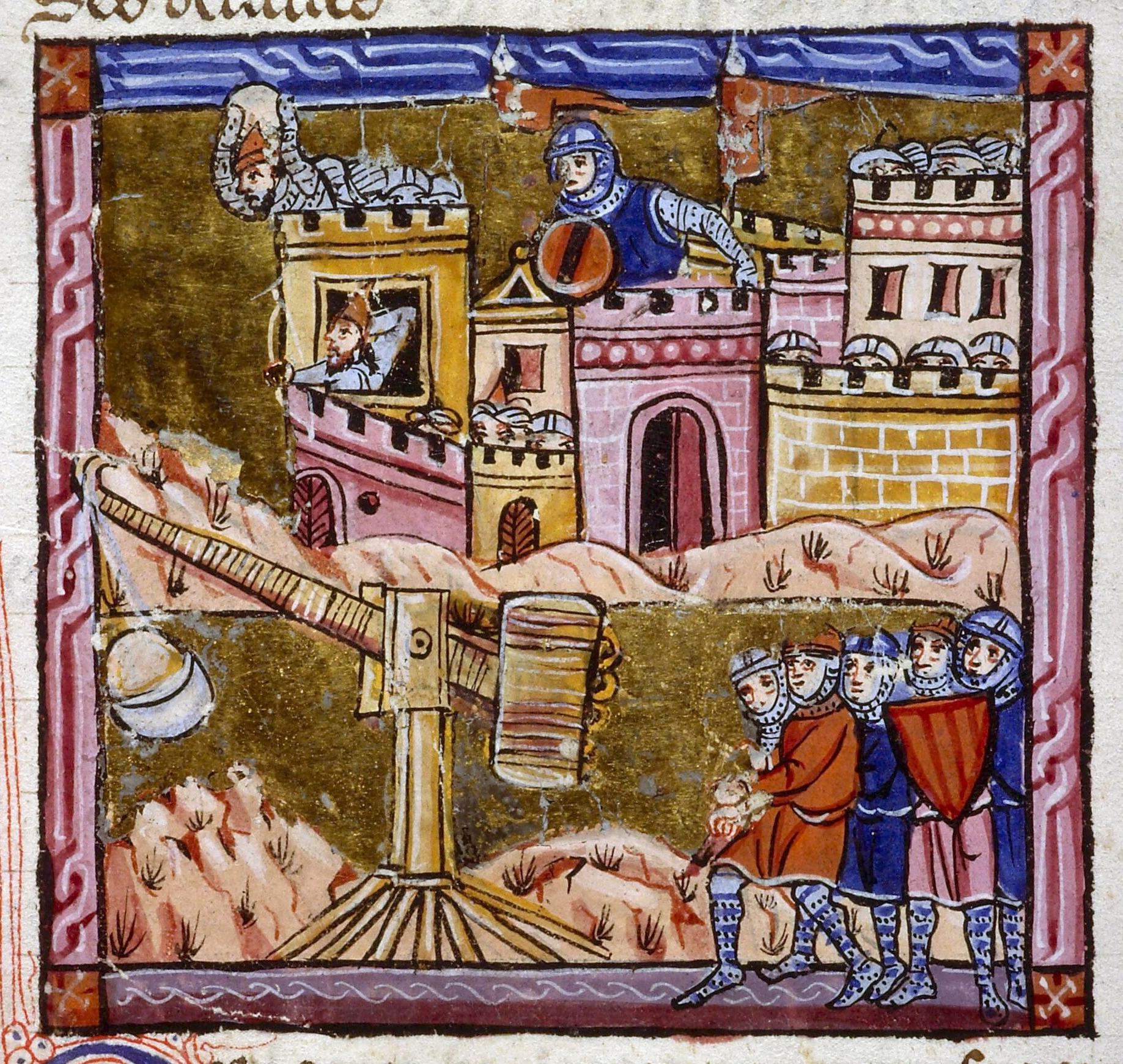
(1191 рік; зображення 1280 року) Релігійні війни були звичайним явищем у посткласичні часи. Одним із найбільших був Хрестовий похід.

Релігія, яка передбачала можливість того, що всі люди можуть бути включені в універсальний порядок, виникла вже в першому тисячолітті до нашої ери; такою релігією був буддизм. У наступному тисячолітті до буддизму приєдналися дві інші великі, універсалізаційні, місіонерські релігії; обидві розвинулися з іудаїзму: християнство та іслам. До кінця періоду ці три релігії були широко поширеними й часто політично домінуючими в Старому Світі.
- Буддизм поширився з Індії в Китай і деякий час процвітав, перш ніж поширитись з Китаю в Японію, Корею та В'єтнам[34]; подібний ефект мав місце з конфуціанським відродженням у наступні століття[33].
- Християнство стало державною церквою Римської імперії в 380 році і продовжувало поширюватися в Північній і Східній Європі протягом посткласичного періоду за рахунок систем вірувань, які християни називали язичницькими[35]. Під час хрестових походів була навіть зроблена спроба захопити Близький Схід. Розкол Католицької Церкви в Західній Європі та Східної Православної Церкви у Східній Європі сприяв релігійній і культурній різноманітності в Євразії[36].
- Іслам з'явився між 610 і 632 роками з низки одкровень Мухаммаду. Він допоміг об'єднати ворогуючі бедуїнські клани Аравійського півострова і завдяки швидкій серії мусульманських завоювань утвердився на заході на територіях Північної Африки, Піренейського півострова і частини Західної Африки[en], а також на сході на територіях Персії, Центральної Азії[en], Індії та Індонезії[en][37].

За межами Євразії релігія або інші поклоніння надприродному також використовувались для зміцнення структур влади, артикуляції поглядів на світ і створення основоположних міфів для суспільства. Прикладом цьому є мезоамериканські космологічні наративи.

### Торгівля і комунікація

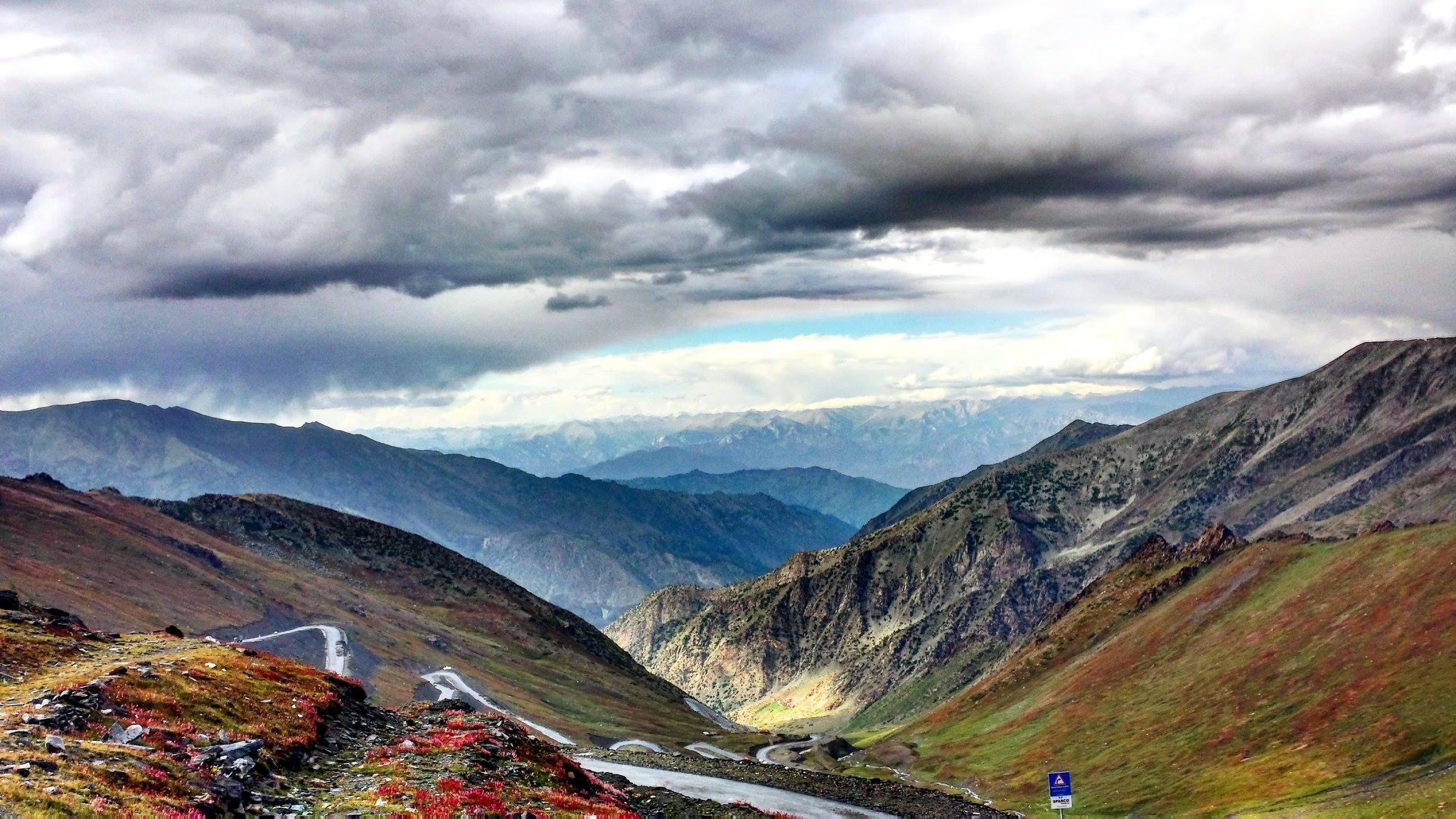
Пакистанський, частина Шовкового шляху

Зрештою, комунікація і торгівля в Афро-Євразії швидко розвивалися. Шовковий шлях продовжував поширювати культури та ідеї через торгівлю. Комунікація поширилась по Європі, Азії та Африці. Торговельні зв'язки були створені між Західною Європою, Візантією, ранньою Руссю, ісламськими імперіями та далекосхідними цивілізаціями. В Африці використання верблюдів раніше дозволило розпочати нову і зрештою велику транссахарську торгівлю, яка з'єднала Західну Африку на південь від Сахари з Євразією. Ісламські імперії перейняли багато грецьких, римських та індійських досягнень і поширили їх через ісламську сферу впливу, дозволивши цим розробкам досягти Європи, Північної і Західної Африки та Центральної Азії. Ісламська морська торгівля допомогла з'єднати ці території, в тому числі в Індійському океані та Середземномор'ї, замінивши Візантію в останньому регіоні. Християнські хрестові походи на Близький Схід (а також на мусульманську Іспанію та Сицилію) принесли ісламську науку, технології та товари до Західної Європи. Піонером західної торгівлі у Східній Азії був Марко Поло. Важливо те, що Китай почав впливати на такі регіони, як Японія, Корея та В'єтнам через торгівлю та завоювання. Зрештою, зростання Монгольської імперії в Центральній Азії започаткувало безпечну торгівлю, яка дозволила поширювати товари, культури, ідеї та хвороби між Азією, Європою та Африкою.
В Америці була свої торгові зв'язки, але тут торгівля була обмежена асортиментом і розмахом. Мережа мая поширювалася по Мезоамериці, але не мала прямих зв'язків зі складними суспільствами Південної та Північної Америки, і ці зони залишалися відокремленими одна від одної.
В Океанії деякі ланцюги островів Полінезії вели торгівлю один з одним. Наприклад, за допомогою каное з виносними кочетами між Гаваями та Таїті протягом століть підтримувався зв'язок на велику відстань довжиною понад 2300 миль до його розриву та роз'єднання. Тим часом у Меланезії є докази обміну між материковою частиною Папуа-Нова Гвінея та островами Тробріана біля її узбережжя, швидше за все, на обсидіан. Населення рухалося на захід до 1200 року, після чого мережа розпалася на значно менші економіки.

### Клімат
Існують докази того, що у посткласичні часи багато регіонів світу зазнали схожого впливу глобальних кліматичних умов; однак прямий вплив температури й опадів різнився залежно від регіону. За даними Міжурядової групи експертів зі зміни клімату, зміни не відбулися відразу. Проте загалом дослідження показали, що температура була відносно вищою в 11 столітті, але холоднішою на початку 17 століття. Ступінь кліматичних змін, які відбулися в усіх регіонах світу, невідомий, як і те, чи всі ці зміни були частиною глобальної тенденції. Кліматичні тенденції здавалися більш помітними в Північній, ніж у Південній півкулі.

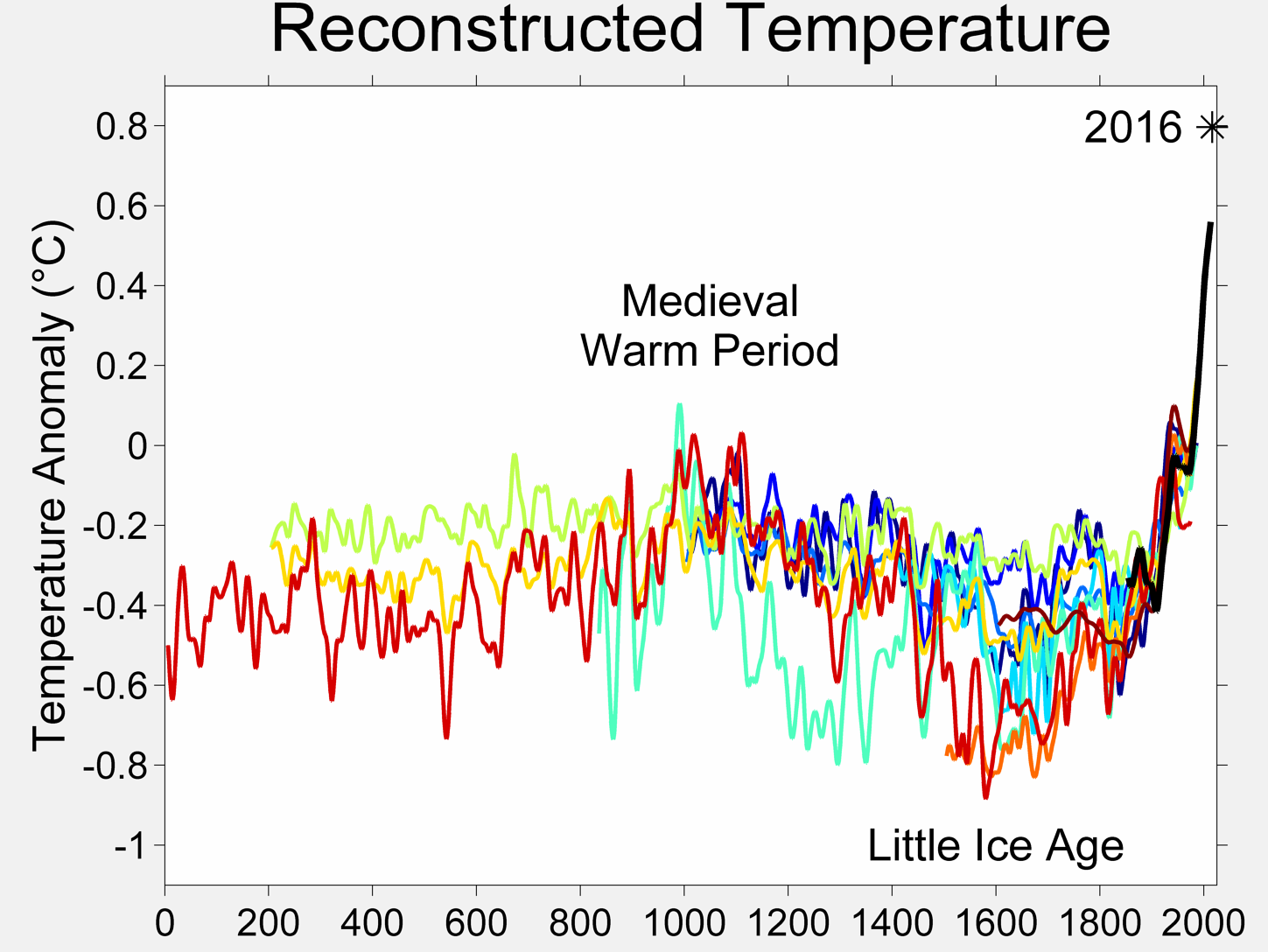
Реконструйована величина Малого льодовикового періоду різниться в різних дослідженнях. Відображені аномалії належать до базового періоду 1950–80 років.

Існують більш короткі кліматичні періоди, якими в цілому можна пояснити кліматичні тенденції великого масштабу в посткласичний період. До них належать кліматичний песимум раннього Середньовіччя, середньовічний кліматичний оптимум і малий льодовиковий період. Екстремальні погодні явища 536—537 років, ймовірно, були спричинені виверженням кальдери озера Ілопанго в Сальвадорі. Сульфат, що викидався в повітря, спричинив глобальне похолодання, міграції та неврожаї в усьому світі, можливо, посиливши і без того прохолодний період. Записи показують, що середня температура у світі залишалася нижчою принаймні століття після цього.
Середньовічний теплий період з 950 по 1250 р.р. відбувався переважно в Північній півкулі, спричинивши тепліше літо в багатьох регіонах; більш високі температури згодом були досягнуті лише через глобальне потепління 20-21 століть. Існує гіпотеза, що високі температури дозволили скандинавам колонізувати Гренландію завдяки вільним від льоду водам. За межами Європи є докази потепління, включаючи високі температури в Китаї та великі північноамериканські посухи, які негативно вплинули на численні культури.
Після 1250 року льодовики почали розширюватися в Гренландії, впливаючи на її термогалінну циркуляцію та охолоджуючи всю Північну Атлантику. У 14 столітті вегетаційний період в Європі став ненадійним; тим часом у Китаї вирощування апельсинів переміщалось на південь через низькі температури. Особливо в Європі малий льодовиковий період мав великі культурні наслідки. Він зберігався до промислової революції, довго після посткласичного періоду. Причини його незрозумілі: можливі пояснення включають сонячні плями, орбітальні цикли Землі, вулканічну активність, циркуляцію океану та штучна депопуляція.

### Хронологія
Цей графік дає базовий огляд держав, культур і подій, які відбулися приблизно між 200 і 1500 роками. Розділи розбиті за політико-географічним розташуванням.
Дати є приблизними (на основі впливу), зверніться до конкретної статті для деталей
     Розділи середньовіччя,      Теми середньовіччя,      Інші теми

## Євразійські тенденції
У цьому розділі пояснюються події та тенденції, які вплинули на географічний простір Євразії. Цивілізації в цій області відрізнялися одна від одної, але все ж мали спільний досвід і певні шаблони розвитку.
|                                  |
| Карта східної півкулі 500 р.н.е. |

|                                  |
| Карта східної півкулі 800 р.н.е. |

|                                   |
| Карта східної півкулі 1200 р.н.е. |

### Феодалізм

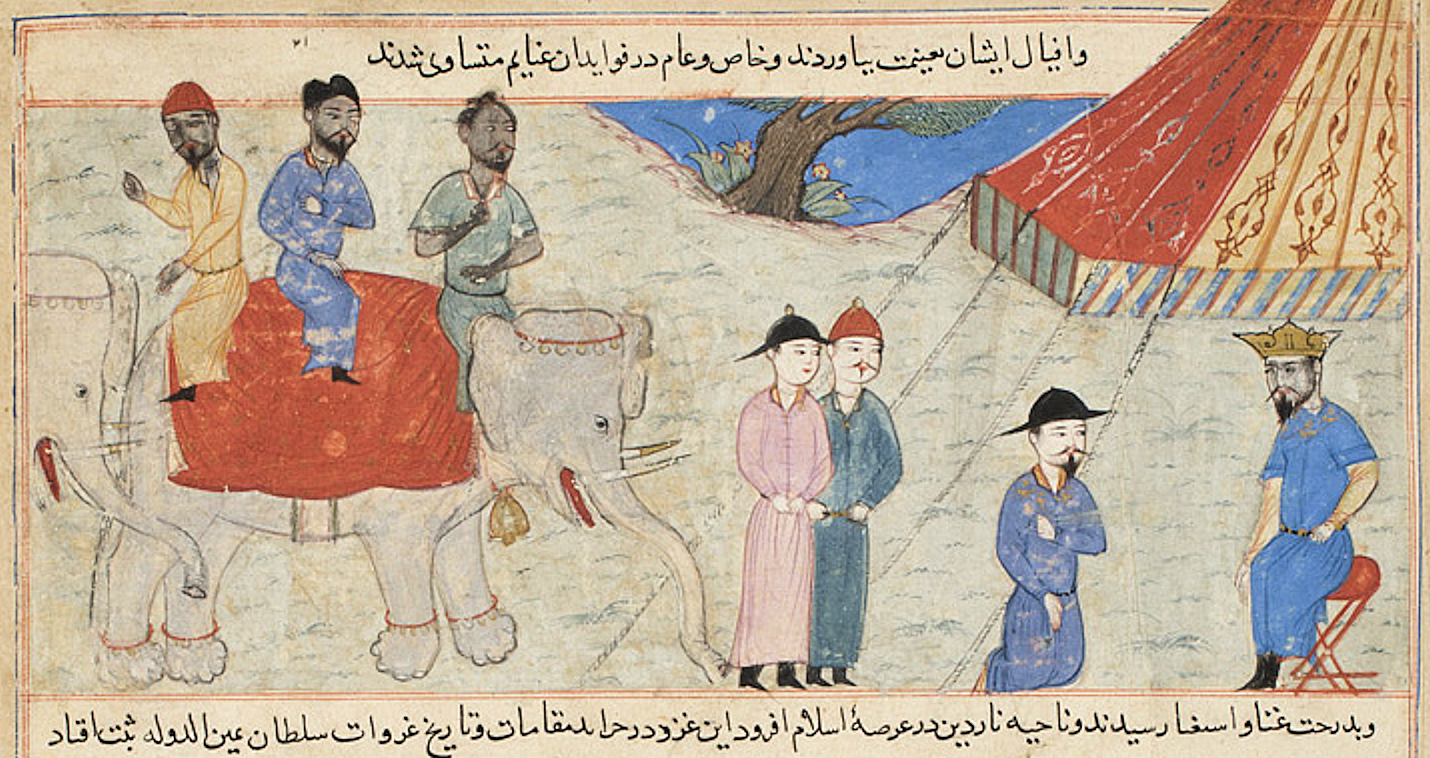
Махмуд Газні отримує індійських слонів як данину. Ісламські завойовники часто зберігали існуючі раніше феодальні системи; незважаючи на релігійні відмінності, місцеві аристократи зберігали свої посади до тих пір, поки платилася джизія.

У контексті глобальної історії термін феодалізм використовувався для опису будь-якого сільськогосподарського суспільства, де центральна влада втрачала силу, а замість неї правила войовнича аристократія. Для феодальних суспільств характерна опора на особисті стосунки з військовою елітою, а не на бюрократію з професійною постійною армією, що має державну підтримку. Таким чином, термін феодалізм використовувався для опису багатьох територій Євразії, включаючи середньовічну Європу, ісламську систему ікта, індійський феодалізм і Хейанську Японію. Деякі світові історики узагальнюють, що суспільства можна назвати феодальними, якщо влада була роздробленою, з набором зобов'язань між васалом і лордом. Після VIII століття феодалізм став більш поширеним у Європі. Навіть Візантія, яка успадкувала правління Римської імперії, вирішила передати свої військові зобов'язання до феми, щоб збільшити кількість солдатів і кораблів, доступних для військової служби під час кризи. Існувала подібність між європейським феодалізмом та ісламським ікта, оскільки обидва представляли земельні класи кінних воїнів, титули яких надавалися монархом або султаном. Через ці подібності було звичним зберігати соціальні структури в період релігійних потрясінь; наприклад, після того, як ісламський Делійський султанат завоював значні частини Індії, він запровадив вищі податки, але залишив місцеві феодальні структури без змін.
Хоча більша частина Євразії прийняла феодалізм і подібні системи в цю епоху, Китай використовував централізовану бюрократію протягом більшої частини посткласичного періоду, особливо після 1000 року. Головним фактором, який відрізняв Китай від інших регіонів, було те, що місцеві лідери не бажали пов'язувати себе з поточним місцем розташування; натомість вони, як правило, демонстрували прагнення об'єднати країну в часи відсутності єдності.
Окрім широкого узагальнення, корисність терміна «феодалізм» є предметом полеміки між сучасними істориками, оскільки повсякденні функції феодалізму іноді сильно відрізнялися між регіонами світу. Порівняння між феодальною Європою та посткласичною Японією були особливо суперечливими. Протягом XX століття історики часто порівнювали середньовічну Європу з посткласичною Японією. Зовсім недавно було зауважено, що приблизно до 1400 року в Японії був баланс децентралізованої військової сили з більш централізованими формами імперської (урядової) та монастирської (релігійної) влади. Лише в період Сенґоку відбулася повна децентралізація влади, в якій домінували приватні військові лідери. Тим не менш, інші історики категорично відкидають термін феодалізм, ставлячи під сумнів його здатність коректно описувати суспільства як у середньовічній Європі, так і за її межами.

### Монгольська імперія

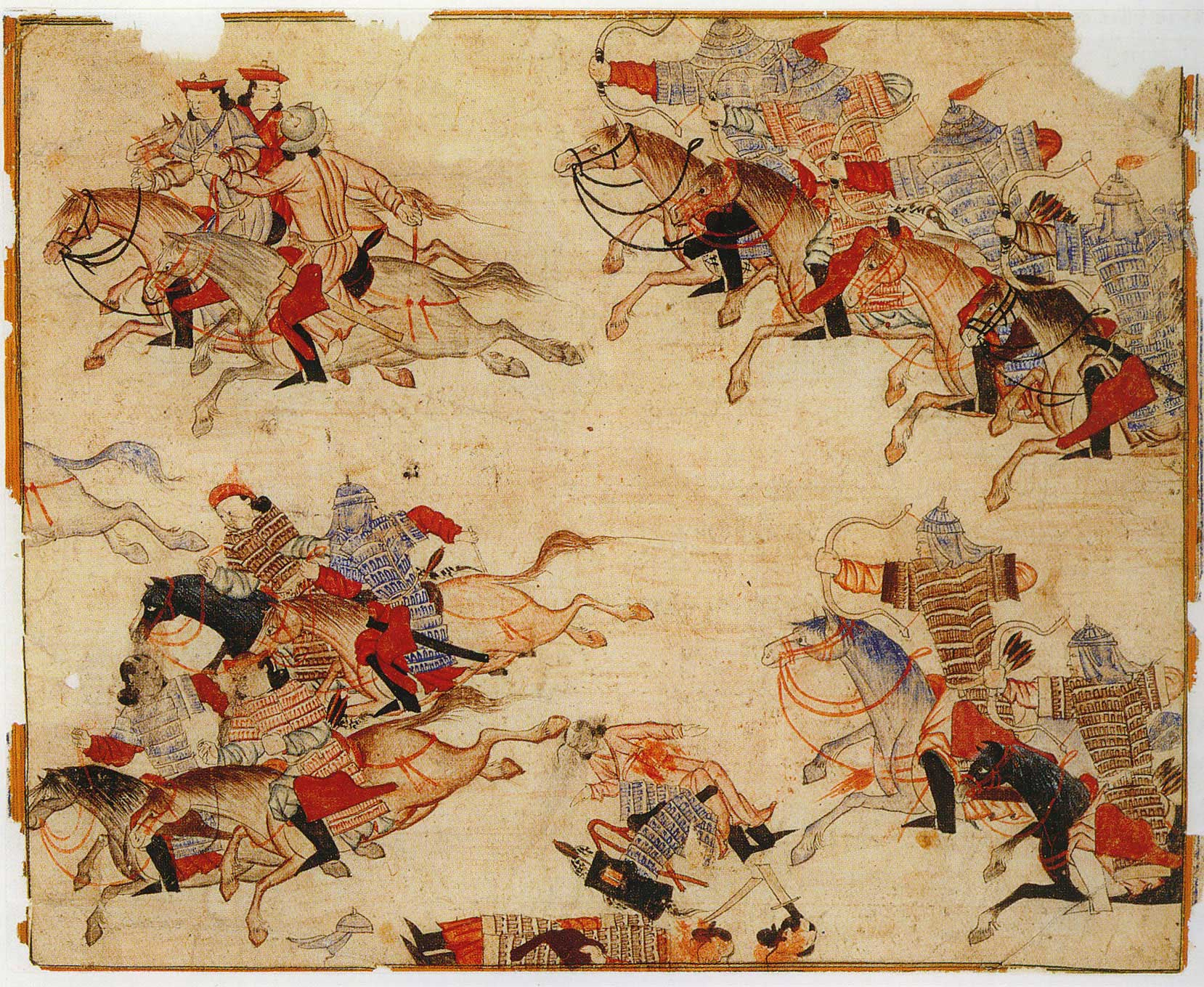
Кінні воїни переслідують ворогів. Ілюстрація Рашида ад-Діна Гамі ат-таваріх. Тебріз (?), 1 чверть 14 ст.

Монгольська імперія, яка існувала протягом 13-14 століть, була найбільшою суцільною сухопутною імперією в історії. Виникнувши в степах Центральної Азії, Монгольська імперія з часом простягалася від Центральної Європи до Японського моря, простягаючись на північ до Сибіру, на схід і південь до Індостанського субконтиненту, Індокитаю та Іранського плато, а також на захід аж до Леванту та Аравії.
Монгольська імперія виникла в результаті об'єднання кочових племен на батьківщині Монголії під керівництвом Чингісхана, який був проголошений правителем усіх монголів у 1206 році. Імперія швидко зростала під його правлінням, а потім і під правлінням його нащадків, які посилали армії вторгнення в усіх напрямках. Величезна трансконтинентальна імперія з'єднала схід із заходом завдяки встановленому Pax Mongolica, що дозволяло поширювати торгівлю, технології, товари та ідеології та обмінюватися ними по всій Євразії.
Імперія почала розпадатися через війни за правонаступництво, оскільки онуки Чингісхана сперечалися, чи слідувати царственній лінії від його сина та початкового спадкоємця Уґедея чи одного з його синів, таких як Толуя, Чаґатая чи Джучі. Після смерті Мунке-хана конкуруючі ради курултая одночасно обрали різних наступників, братів Ариг-буга та Хубілая, які потім не лише воювали один з одним у громадянській війні толуїдів, але й мали справу з викликами нащадків інших синів Чингізів. Хубілай вдалося захопити владу, але почалася громадянська війна, оскільки Хубілай безуспішно намагався відновити контроль над сім'ями Чаґатаїдів і Угедейдів.

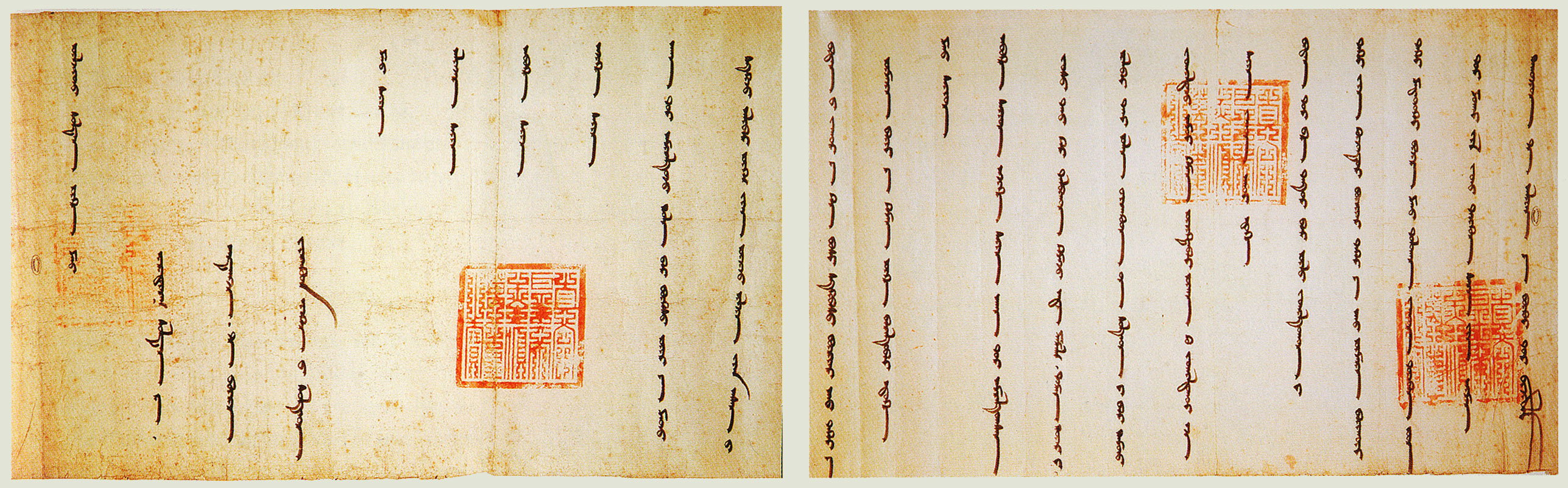
Лист Монголо-Перського Ілханату до Франції, 1305 рік. Печатка китайського зразка використовувалася за межами Китаю як офіційний символ ханів та їхніх посланців.

Битва при Айн-Джалуті в 1260 році стала найвищою точкою монгольських завоювань і була першим випадком, коли наступ монголів був відбитий у прямому бою на полі бою. Хоча монголи здійснили ще багато вторгнень у Левант, ненадовго захопивши його та здійснивши набіги аж до Гази, після вирішальної перемоги в битві при Ваді аль-Казандар у 1299 році, вони відступили через різні геополітичні фактори.
На момент смерті Хубілая в 1294 році Монгольська імперія розпалася на чотири окремі ханства або імперії, кожна з яких переслідувала свої власні інтереси та цілі: ханство Золотої Орди на північному заході; Чагатайський улус на заході; Ілханат на південному заході; і династії Юань, що знаходилась в районі сучасного Пекіна. У 1304 році три західні ханства ненадовго прийняли номінальний сюзеренітет династії Юань, але пізніше він був повалений китайською династією Мін у 1368 році. Правителі Чингісидів повернулися на територію Монголію і продовжили правління династії Північна Юань. Усі початкові монгольські ханства розпалися до 1500 року, але менші держави-спадкоємці залишалися незалежними до 1700-х років. Нащадки Чаґатая створили імперію Великих Моголів, яка правила більшою частиною Індії на початку раннього нового періоду.
Завоювання та взаємодія Монгольської імперії із західною Євразією є однією з найбільш всебічно досліджених галузей для істориків, які прагнуть дати визначення глобалізованому Середньовіччю.

### Шовковий шлях

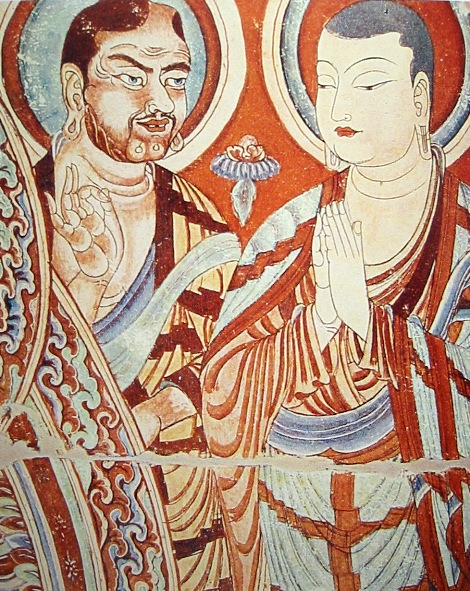
Середньоазійські буддистські ченці Шовкового шляху обмінювалися не тільки товарами, але і ідеями. Середньоазійський буддійський вчитель, можливо, согдіанєць, навчає ченця. Датується 9 століттям біля Турфана, Сіньсян, Китай

Шовковий шлях був євразійським торговим шляхом, який відігравав велику роль у глобальній комунікації та взаємодії. Він стимулював культурний обмін; заохочував вивчення нових мов; призвів до торгівлі багатьма товарами, такими як шовк, золото та прянощі; а також поширював релігію та хвороби. Деякі історики, такі як Андре Гундер Франк, Вільям Харді Макніл, Джеррі Г. Бентлі та Маршалл Ходжсон, навіть стверджують, що афро-євразійський світ був слабо об'єднаний культурно, і що Шовковий шлях був фундаментальним для цього об'єднання. Цей головний торговельний шлях почався з династії Хань у Китаї, з'єднуючи його з Римською імперією та будь-якими регіонами між ними або поблизу. У цей час Центральна Азія експортувала коней, вовну та нефрит до Китаю для виробництва шовку; римляни також здійснювали обмін на китайські товари, пропонуючи натомість вино. Шовковий шлях часто занепадав і знову відновлювався в торгівлі від залізного віку до посткласичної ери. Після одного з таких занепадів він був знову відкритий у Центральній Азії генералом династії Хань Пан Чао протягом 1 століття.
Шовковий шлях також був головним фактором поширення релігії в Афро-Євразії. Мусульманське вчення з Аравії та Персії досягло Східної Азії. Буддизм поширився з Індії, Китаю, Середньої Азії. Одним із значних подій у поширенні буддизму було створення школи Гандхара в стародавніх містах Таксіла та Пешвар, за деякими твердженнями, в середині 1 століття.
Шовковий шлях був також вразливим до зміни політичної ситуації. Зростання ісламу змінло Шовковий шлях, оскільки мусульманські правителі зазвичай закривали Шовковий шлях до християнського світу до такої міри, що Європа була відрізана від Азії на століття. Зокрема, політичні події, які вплинули на Шовковий шлях, включали появу турків, політичні рухи Сасанідської та Візантійської імперій та піднесення арабів, серед іншого.

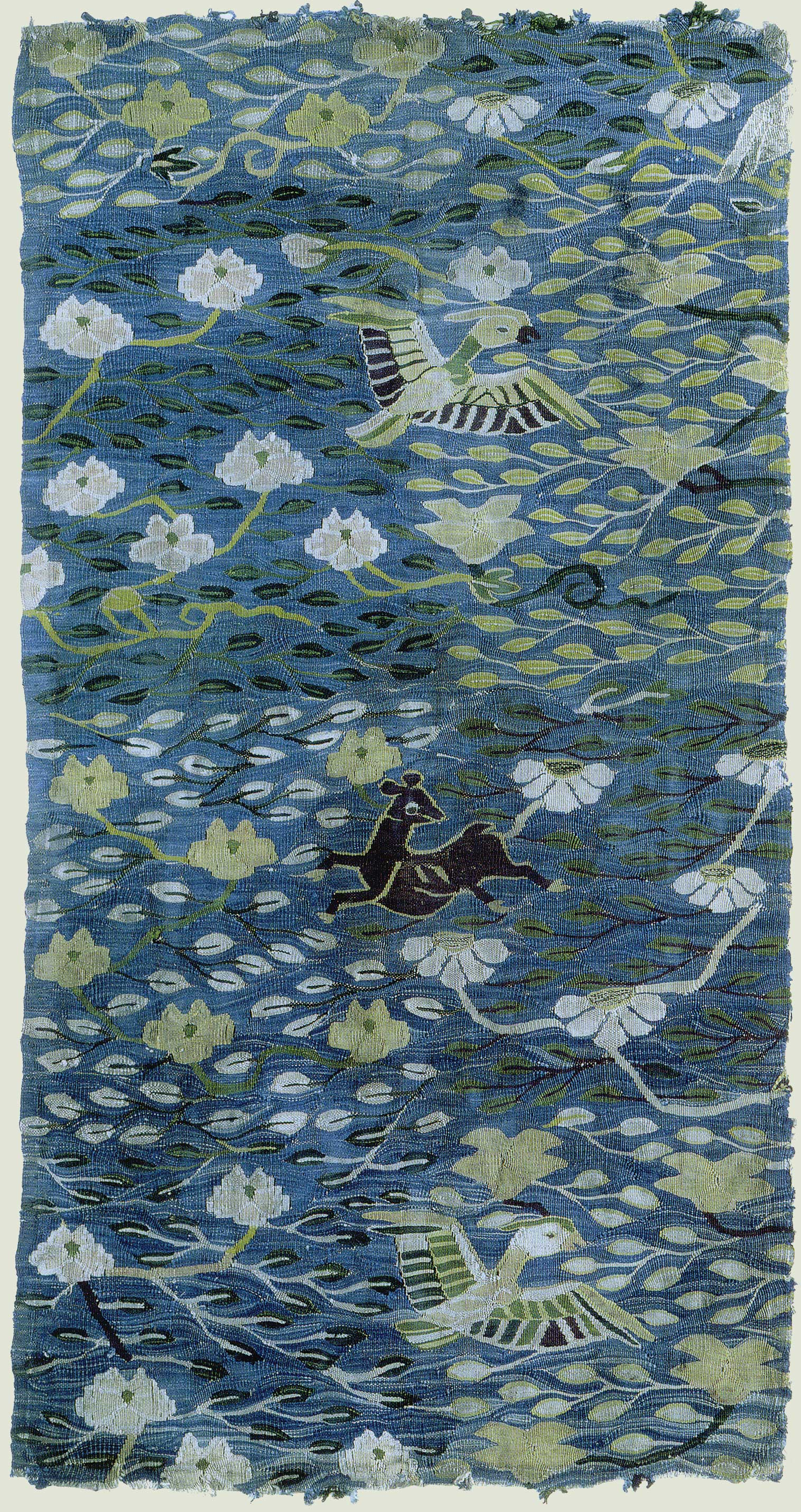
Гобелени епохи китайської Сун, китайський шовк був перенесений на захід на великі відстані

Шовковий шлях знову процвітав у 13 столітті під час правління Монгольської імперії, яка завдяки завоюванням принесла стабільність у Центральну Азію, яку можна порівняти з Pax Romana. Мусульманський історик стверджував, що Центральна Азія була мирною та безпечною для подорожей.
«(Центральна Азія) була настільки спокійним місцем, що людина могла подорожувати з країни сходу сонця в країну заходу із золотим блюдом на голові, не зазнавши ні від кого найменшого насильства».
Таким чином, торгівля та зв'язок між Європою, Східною Азією, Південною Азією та Близькому Сходу вимагали небагато зусиль. Процвітали ремісниче виробництво, мистецтво та наука, а заможні купці насолоджувалися космополітичними містами. Відомі мандрівники, зокрема Ібн Батута, Раббан Бар Саума та Марко Поло, вільно подорожували Північною Африкою та Євразією; ті, хто залишив звіти про свій досвід, надихнули майбутніх шукачів пригод. Окрім комерційних подорожей, паломництво поширювалося по всій Афро-Євразії, за словами світового історика Р. І. Мура, «якщо якась окрема установа „створила“ євразійське Середньовіччя, то це було паломництво».
Проте після 15 століття Шовковий шлях зник з переліку звичайно використовуваних шляхів. Це стало насамперед результатом зростання морських перевезень, започаткованих європейцями, що зробило можливими торгівлю товарами за рахунок використання морських шляхів навколо південного краю Африки та в Індійському океані.
Маршрут був уразливим для поширення чуми. Чума Юстиніана виникла у Східній Африці та призвела до великого спалаху у Європі в 542 році, спричинивши смерть чверті населення Середземномор'я. Торгівля між Європою, Африкою та Азією вздовж маршруту була принаймні частково відповідальною за поширення чуми. Вісім століть потому торгівля Шовковим шляхом зіграла свою роль у поширенні сумнозвісної Чорної смерті. Хвороба, яку розповсюджували щури, переносилася торговими кораблями, що пливли через Середземне море та принесли чуму на Сицилію, спричинивши епідемію в 1347 році.

### Чума і хвороби
У євразійському світі хвороби були невід'ємною частиною повсякденного життя. Зокрема, в Європі протягом цього періоду кожне десятиліття спостерігалися незначні спалахи захворювань. Використовуючи як сухопутні, так і морські шляхи, руйнівні пандемії могли поширитися далеко за межі свого початкового осередку. Відстеження походження масової бубонної чуми та її потенційного поширення між Східною та Західною Євразією було академічно суперечливим. Окрім бубонної чуми, інші хвороби, включаючи віспу, також поширювалися культурними регіонами.

#### Перша чума
Перша пандемія чуми, спричинена чумною паличкою, почалася з чуми Юстиніана у 541—549 роках. Найбільш імовірним джерелом чуми були гори Тянь-Шаню в Киргизстані. Але походження епідемії 541—549 років залишається невизначеним: деякі історики розглядають Східну Африку як можливе географічне походження.
Не існує записів про те, щоб захворювання з характеристиками чумної палички спалахнуло в Китаї до його появи в Пелусії, Єгипет. Чума поширилася в Європі та Західній Азії, також з можливим поширенням у Східній Азії. Сформовані міські цивілізації масово ставали знелюдненими; економіка та соціальна структура існуючих імперій були серйозно дестабілізовані. Сільські суспільства, хоч і стикалися з жахливою кількістю смертей, зазнали менших соціально-економічних наслідків. Крім того, не було знайдено жодних доказів існування бубонної чуми в Індії до 1600 року. Тим не менше, ймовірно, що травма від хвороби (та інших природних катаклізмів) була основною причиною глибоких релігійних і політичних змін в Євразії. Різні органи влади реагували на спалахи захворювань стратегіями, які, на їхню думку, найкраще захистили б їхню владу. Католицька церква у Франції говорила про чудеса зцілення; Конфуціанські бюрократи стверджували, що раптова смерть китайських імператорів означала втрату династією небесного мандату, перекладаючи провину з себе. Серйозна втрата робочої сили у Візантії та Сасанидській імперії сприяла раннім мусульманським завоюванням регіону. У довгостроковій перспективі сухопутна торгівля в Євразії зменшилася, оскільки прибережна торгівля в Індійському океані почастішала. Приблизно до 750 року спалахи чуми Юстиніана повторювались, після чого економіка багатьох країн відновилася.

#### Друга пандемія чуми до 1500 року

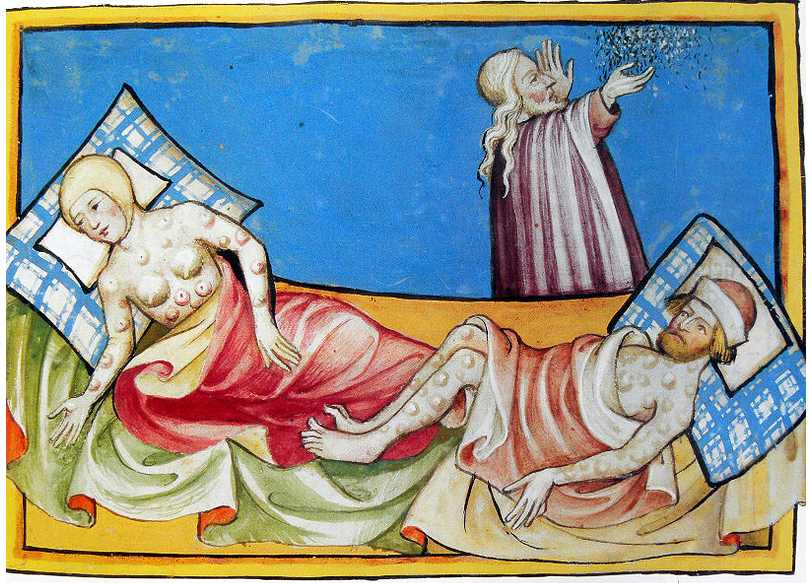
Старий Завіт. Чума чиряків у Тоггенбурзькій Біблії, 14 століття. Бубонна чума глибоко вплинула на світогляд тих, хто вижив.

Через шість століть з'явився родич (але не прямий нащадок) чумної палички, який вразить Євразію: Чорна Смерть. Перший випадок другої пандемії чуми стався між 1347 і 1351 роками. Вона вбила від 25 % до 50 % населення. Традиційно багато істориків вважали, що Чорна смерть почалася в Китаї, а потім поширилася на захід через вторгнення монголів, які випадково несли з собою заражених бліх і щурів. Хоча конкретних історичних підтверджень цієї теорії немає, чума вважається ендеміком степу. Наразі існує велика історіографія наслідків Чорної смерті в Європі та ісламському світі, але за межами Західної Євразії прямих доказів присутності Чорної смерті бракує. Бюлетень історії медицини досліджував потенційний зв'язок відомих епідемій XIV століття в Азії з чумою. Одним із прикладів є плато Декан, де значна частина армії Делійського султанату раптово померла від хвороби в 1334 році. Оскільки це було за 15 років до Чорної смерті в Європі і симптоми детально не описані, малоймовірно, що це був випадок бубонної чуми. Тим часом династія Юань (Китай) постраждала від великих епідемій у середині 14-го століття, включаючи 90 % смертності в провінції Хебей. Як і у випадку з подією в Декані, збережені звіти не описують симптомів; тому історикам залишається лише здогадуватися. Можливо, ці спалахи були не чорною смертю, а якоюсь іншою хворобою, вже поширеною в Східній Азії на той час, такою як тиф, віспа чи дизентерія. Порівняно з реакцією Заходу на Чорну смерть, китайські записи, в яких згадуються епідемії, є відносно небагатослівними, що вказує на те, що епідемії були звичайним явищем. Історики вважають гіпотезу китайського походження чуми, що поширюється на захід, малоймовірною, враховуючи роздробленість Монгольської імперії та 5000-мильну подорож між внутрішнім Китаєм і Кримом через малонаселену Центральну Азію.
Повторні спалахи чуми продовжували впливати на населення навіть у ранній новий період. У Західній Європі катастрофічна втрата людей спричинила тривалі зміни. У Західній Європі почала зростати наймана праця, дедалі більше уваги приділяли працезберігаючим машинам і механізмам. Рабство, яке майже зникло в середньовічній Європі, повернулося і стало однією з причин перших португальських досліджень після 1400 року. Прийняття арабських цифр могло бути частково спричинене чумою. Важливо те, що багато економік стали спеціалізованими, виробляючи лише певні товари, шукаючи експансії в інших місцях для екзотичних ресурсів і рабської праці. Хоча зазвичай найбільше обговорюється західноєвропейська експансія внаслідок Чорної смерті, ісламські країни, включаючи Османську імперію, також брали участь у наземній експансії та використовували власну работоргівлю.

### Наука

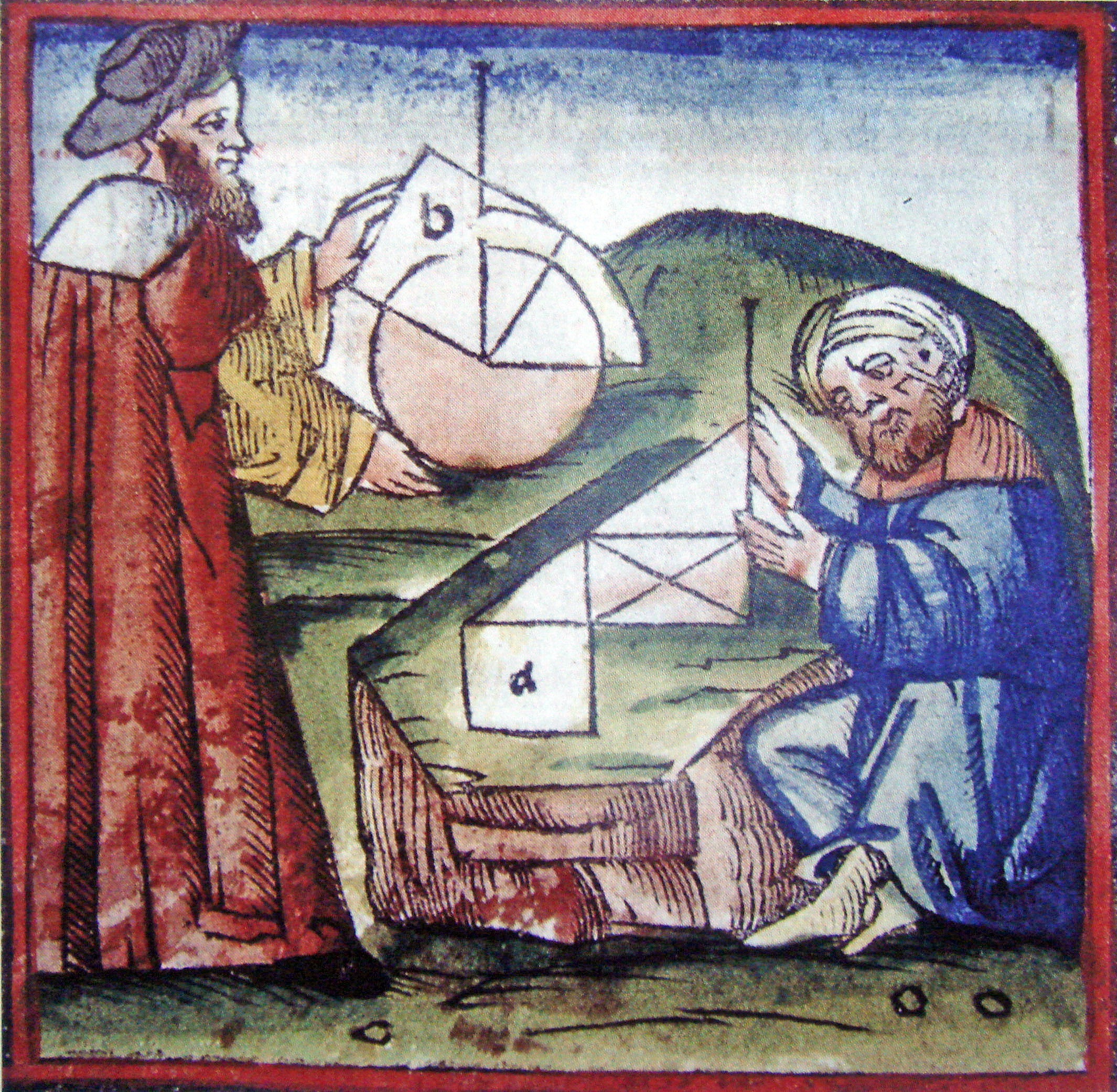
Рукопис 15-го століття. Представники західного та арабського світу, які практикують геометрію

Термін посткласична наука часто використовується в академічних колах і на курсах коледжів для поєднання вивчення європейської науки в середні віки та середньовічної ісламської науки через їхню взаємодію одна з одною. Однак наукові знання також поширювалися на захід завдяки торгівлі та війнам зі Східної Євразії, зокрема з Китаю арабами. Ісламський світ також позичив медичні знання з Південної Азії.
У західному світі та в ісламських сферах велика увага приділялася збереженню раціоналістичної грецької традиції таких діячів, як Аристотель. У контексті науки в ісламі виникають питання щодо того, чи ісламські вчені просто зберегли досягнення класичної давнини чи спиралися на попередні грецькі досягнення. Незважаючи на це, класична європейська наука повернулась до християнських королівств завдяки досвіду хрестових походів.
В результаті перської торгівлі в Китаї та битви на річці Талас китайські інновації увійшли в ісламський інтелектуальний світ. До них належать досягнення в астрономії та виробництві паперу. Виробництво паперу поширилося в ісламському світі аж до ісламської Іспанії, перш ніж виробництво паперу було набуто для Європи Реконкістою. Існує дискусія стосовно передачі пороху щодо того, чи монголи завезли китайську порохову зброю до Європи, чи порохова зброя була винайдена в Європі незалежно. У Монгольській імперії інформація з різних культур була зібрана разом для великих проектів: наприклад, у 1303 році монгольська династія Юань об'єднала китайську та ісламську картографії, щоб створити карту, яка, ймовірно, включала всю Євразію, включаючи Західну Європу. Ця «карта Євразії» зараз втрачена, але вона вплинула на китайські та корейські географічні знання через століття. Очевидно, що в межах Євразії передача інформації між світовими культурами справді відбувалася, зазвичай через переклади письмових документів.

### Література та мистецтво

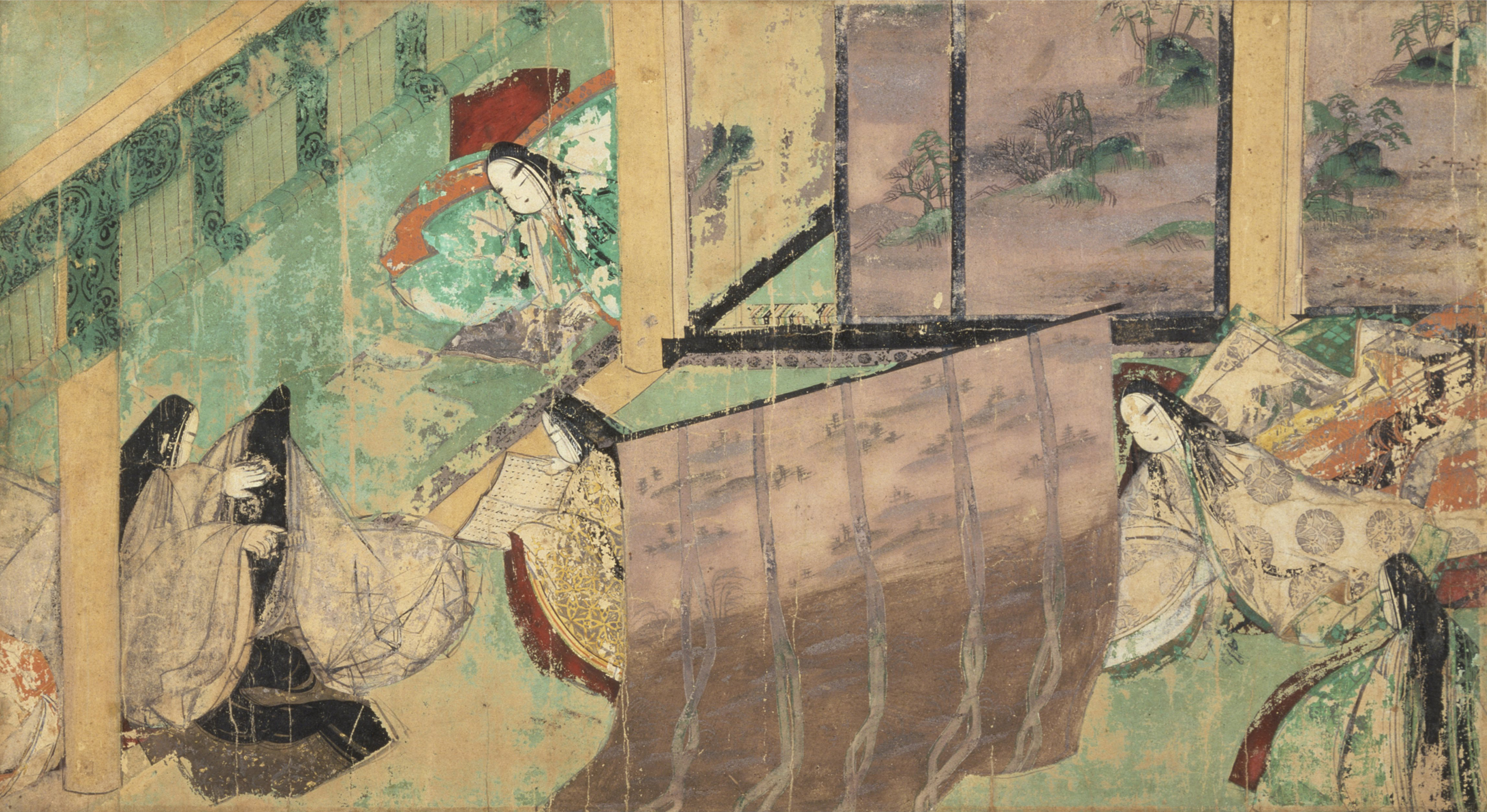
Ілюстрація XII століття з «Повісті про Гендзі», першого в світі роману.

### Африка

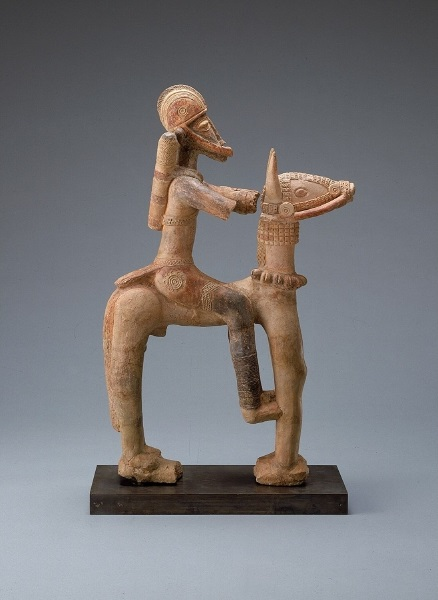
Теракотовий кінний спорт Дженне (13-15 століття), в межах імперії Малі

### Європа

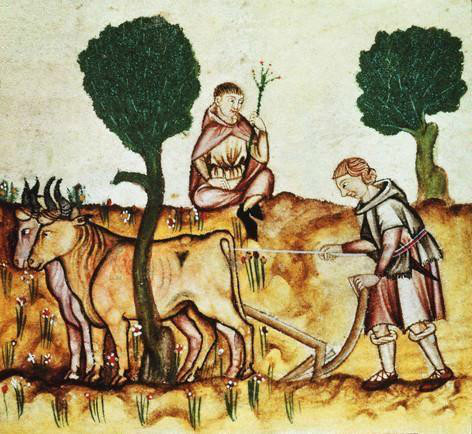
Середньовічна оранка. Більшість європейців у Середньовіччі були безземельними селянами, яких називали кріпаками (serfs), що працювали в обмін на військовий захист. Після Чорної смерті 1340-х років нестача робочої сили змусила кріпаків вимагати платню за свою працю. Малюнок періоду 1300 років

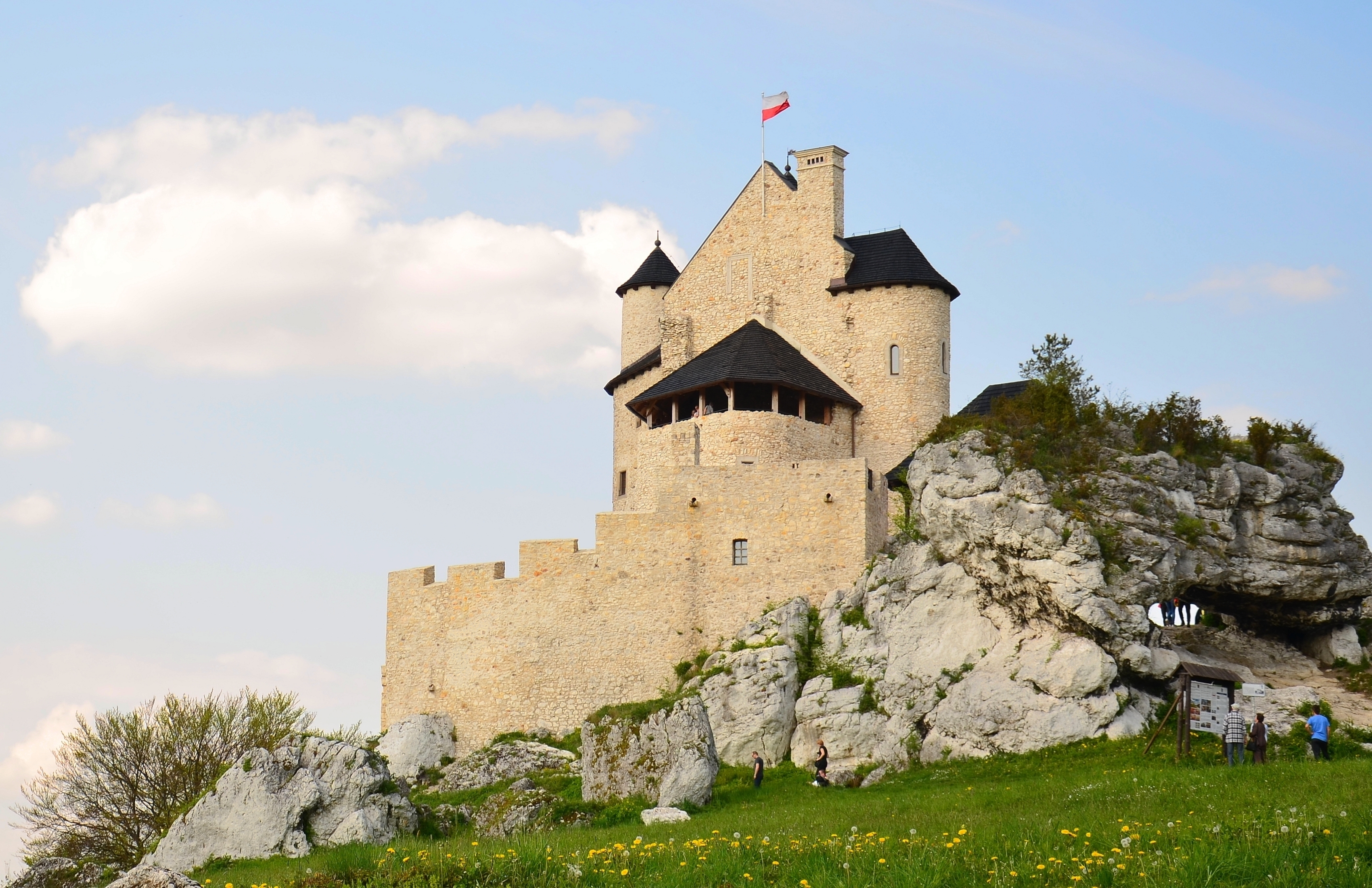
Замок Боболіце, Польща. Середньовічні європейські замки були центрами феодальної влади.

### Західна Азія

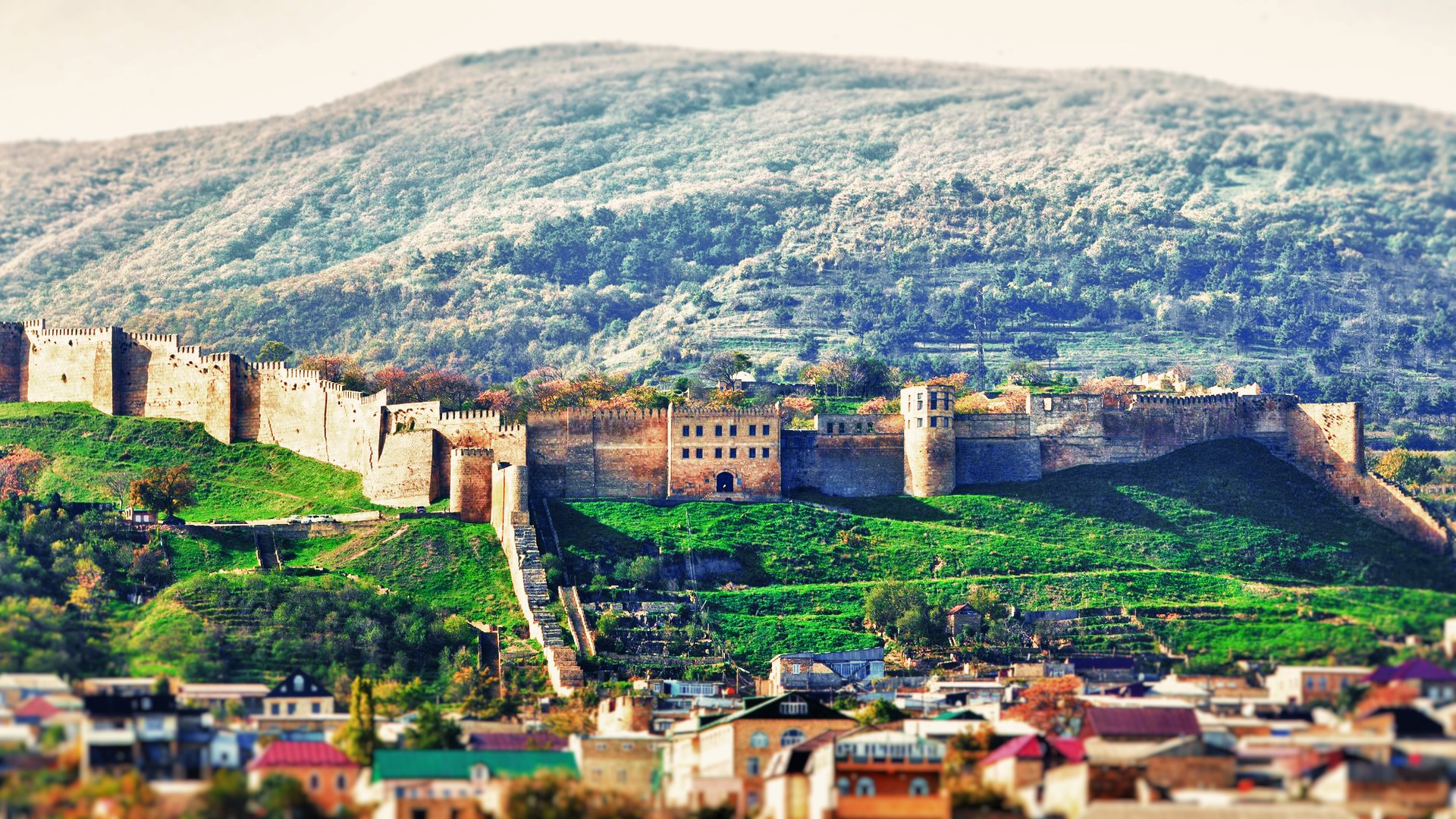
Оборонні лінії сасанідів VI століття в сучасному Дербенті, Дагестан, Росія

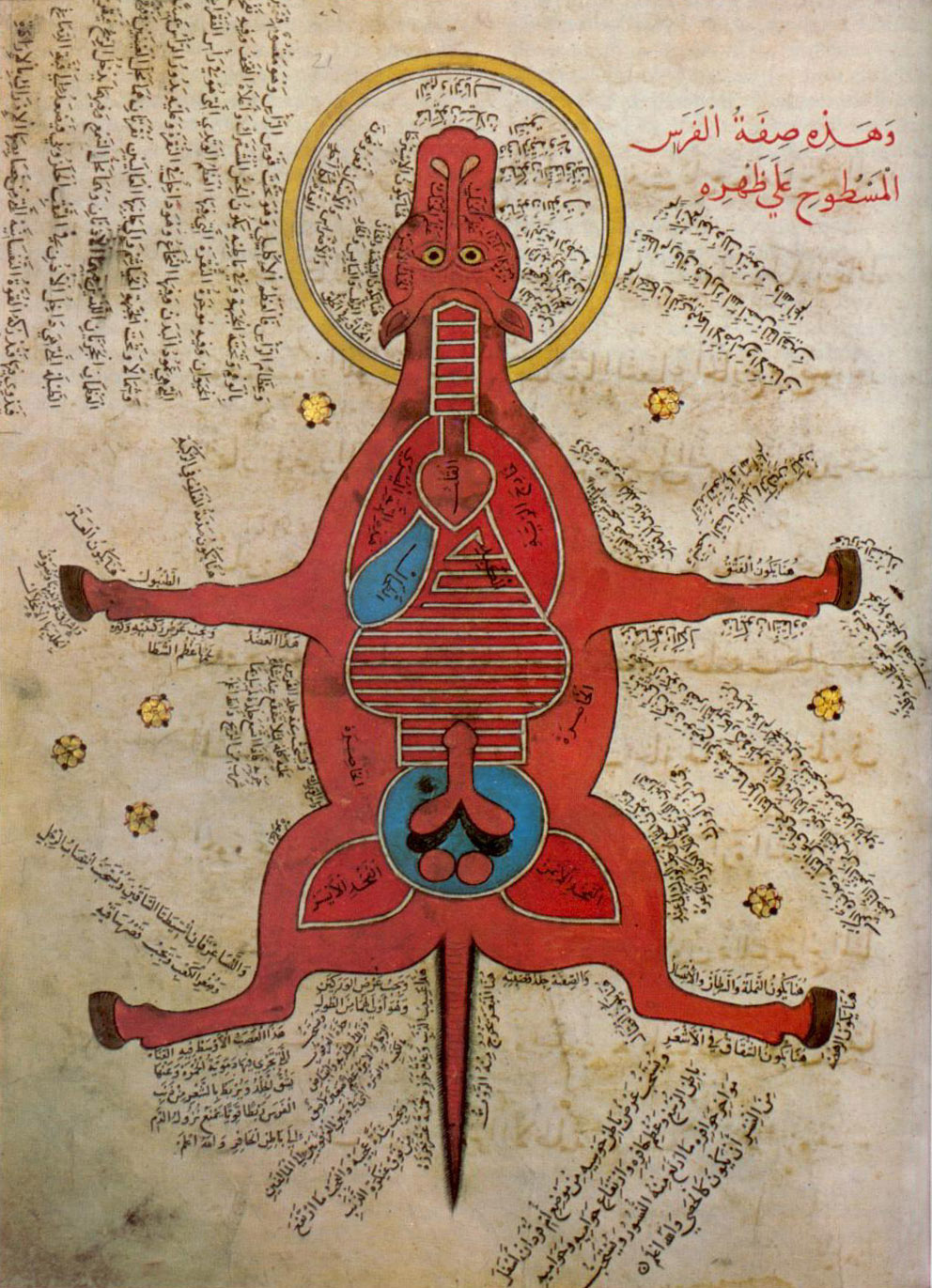
Анатомія коня 15 ст. Золота доба ісламу зробила прогрес у. З університетської бібліотеки Стамбула.

### Південна Азія

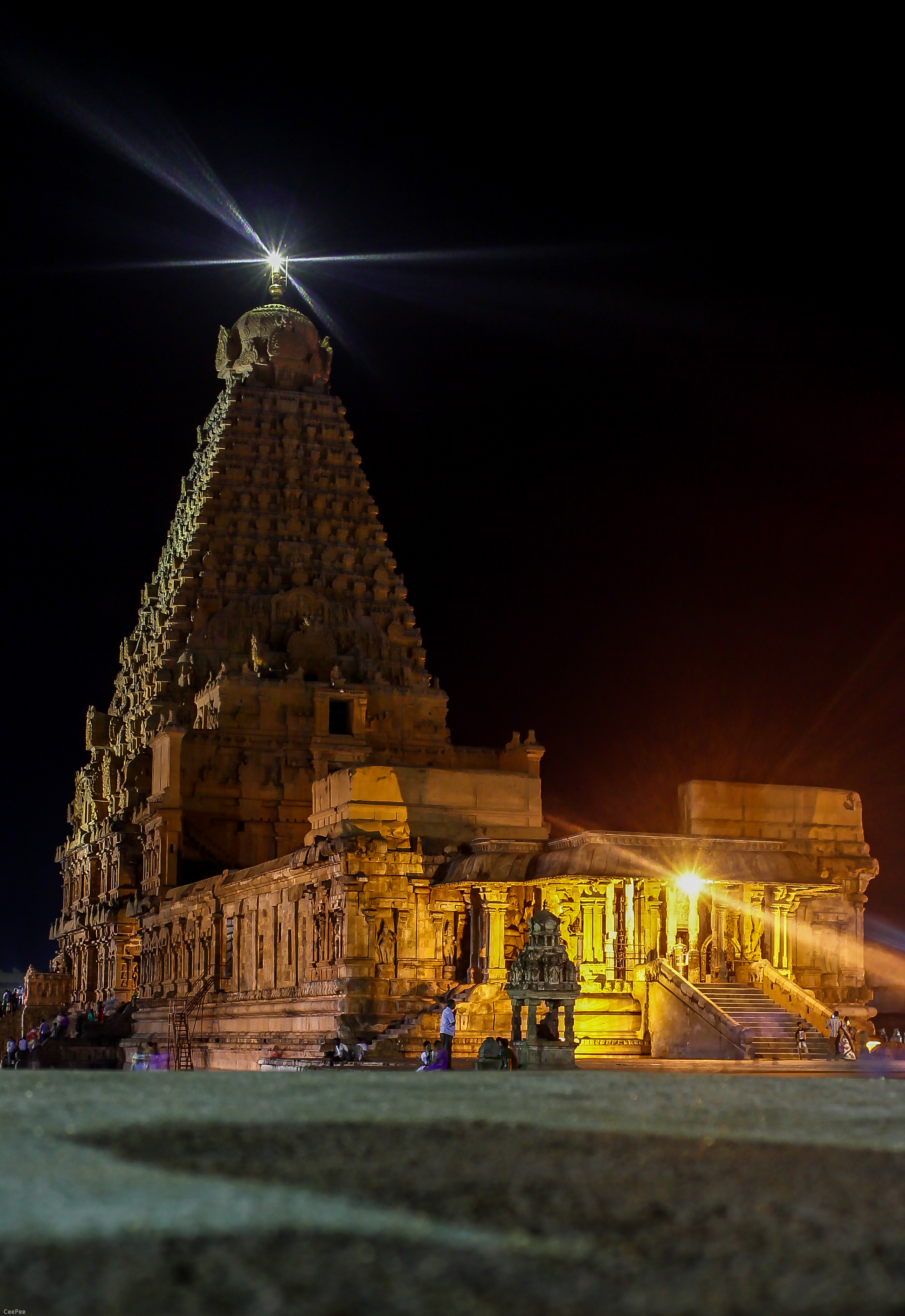
Храм Бріхадішвара, Танджавур, побудований Раджендрою Чолою.

### Південно-східна Азія

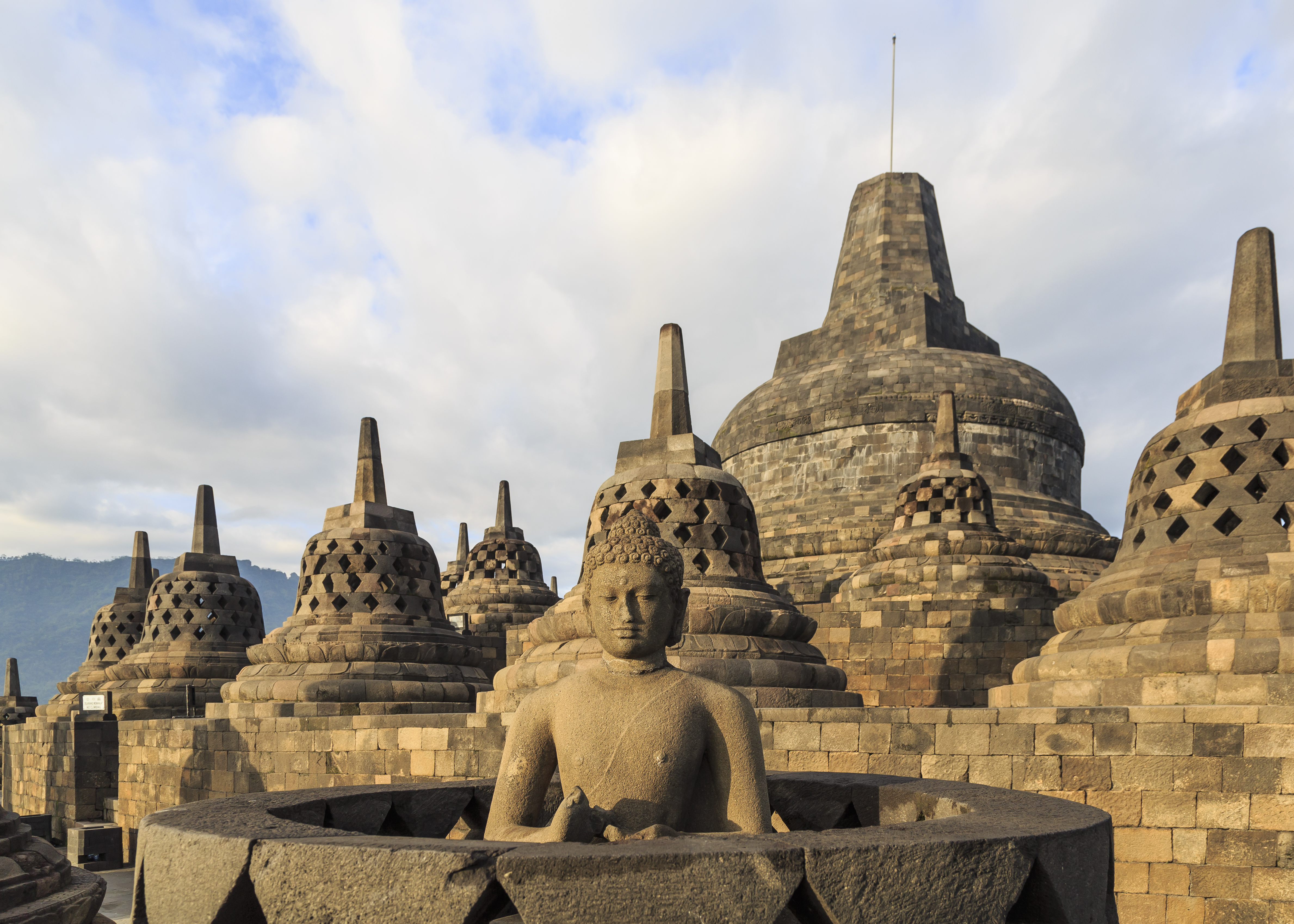
Побудований у 9 столітті Боробудур є найбільшим буддійським храмом у світі.

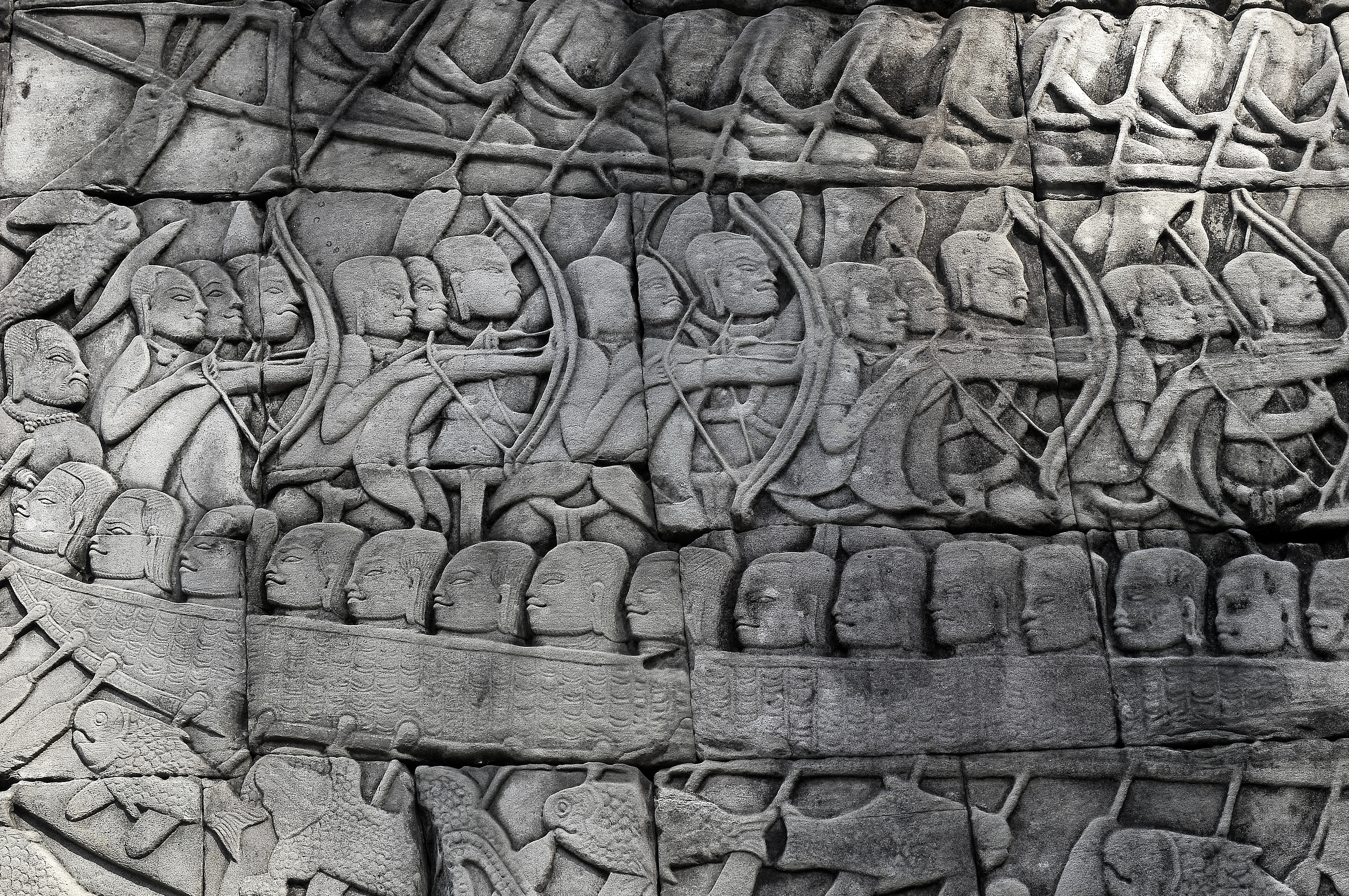
Деталь барельєфа біля Байона [Байон Прасат]. Чами були головним суперником Кхмерської імперії, битви в Південно-східній Азії часто велися на річках.

### Східна Азія

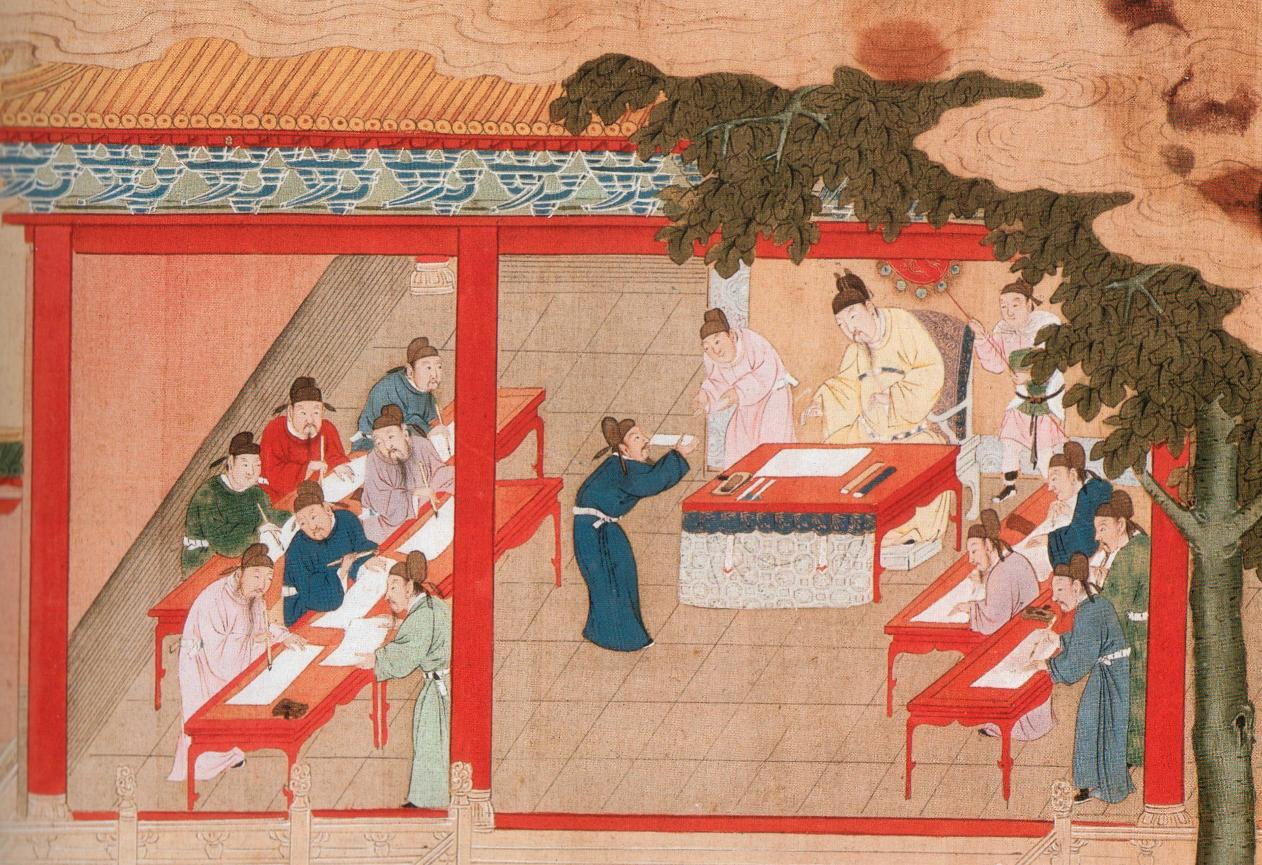
Картина династії Мін із зображенням імператорських іспитів, які давали громадянам можливість працювати в імперському уряді Китаю через меритократію.

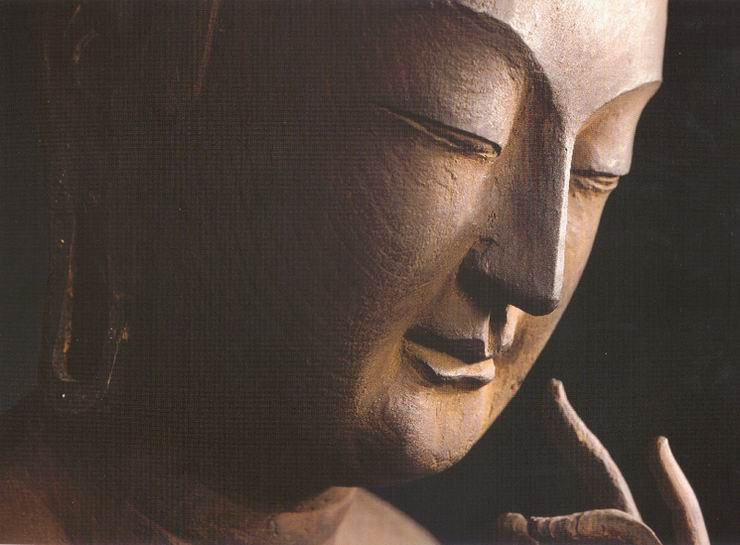
Японська скульптура Будди періоду Асука

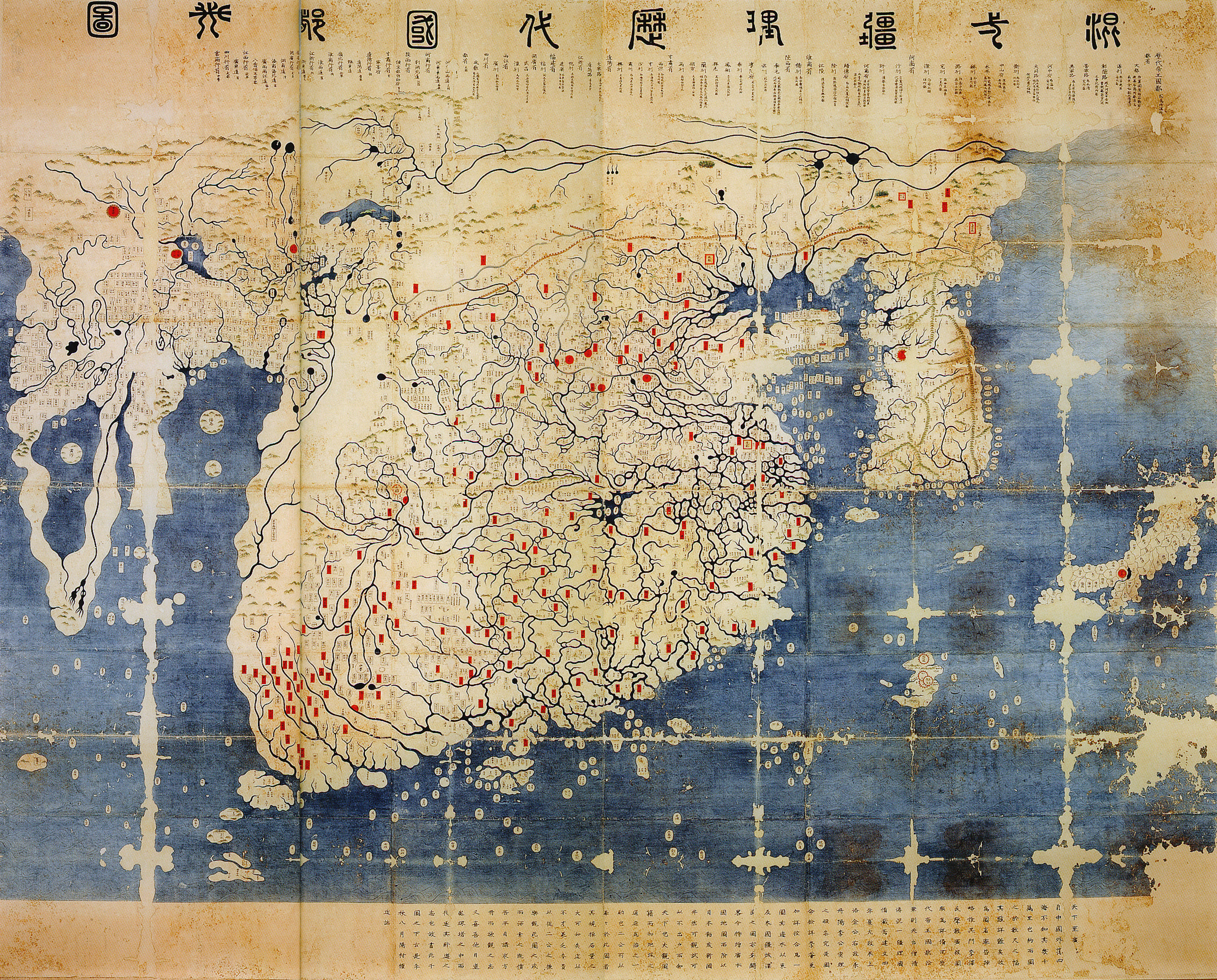
Корейський Каннідо, натхненний, демонструє східноазійські знання світової географії.